# اوریان داغی
اوریان داغی (کوه اوریان) یکی از کوه‌های بزرگ استان آذربایجان شرقی می‌باشد که در شهرستان اسکو و در مجارشین قرار گرفته‌است ارتفاع این کوه ۲۸۵۰ متر می‌باشد. این کوه در امتداد ارتفاعات سهند واقع شده‌است.

اوریان داغی
اوریان داغی
اوریان داغی